# James Bonn

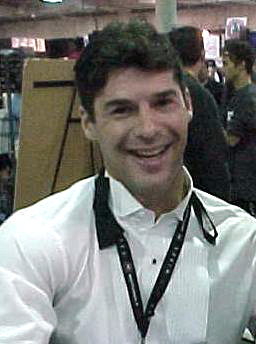
James Bonn, 2000

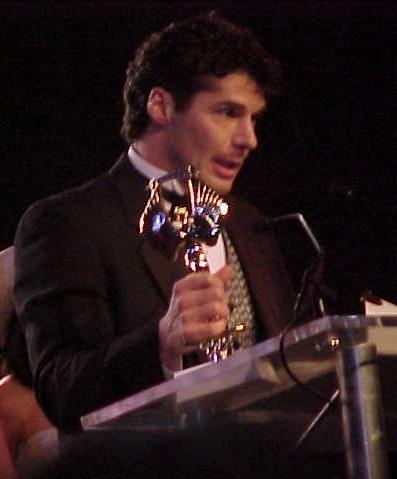
Bonn bei den AVN Awards 1999

James Bonn, auch James West oder Jim West, eigentlich Jim Fimiani (geb. 1. Oktober 1959), ist ein US-amerikanischer Pornodarsteller, der zwischen 1995 und 2002 in über 90 Filmen mitspielte.

## Leben
Bonn diente drei Jahre in der United States Army, absolvierte anschließend eine Ausbildung zum Sportphysiologen und arbeitete als Personal Trainer.
Er verkörperte in mehreren Erotikfilmen und Fernsehserien die Rolle des Playboys. Zum Pornofilm kam er durch den Regisseur Kris Kramski.
Für seine Darstellung in Masseuse 3 wurde er 1998 von der X-Rated Critics Organization als bester Darsteller mit dem XRCO Award geehrt. Im folgenden Jahr erhielt er für Models den AVN Award als bester Darsteller einer Filmproduktion, einen Film, den der Pornofilmkritiker Luke Ford als Avantgardefilm bezeichnete, und wurde für die beste Darstellung in der Videoproduktion Rose Garden nominiert. Im Jahr 2000 wurde er vier Mal für den AVN Award nominiert, von denen er zwei auch erhielt. Nominiert wurde er als bester Nebendarsteller in Three sowie für die beste Paarszene in Die sieben Sex-Sünden, eine Auszeichnung, die er deshalb nicht erhalten konnte, da er sie in der gleichen Kategorie gemeinsam mit Asia Carrera für Zärtliche Biester erhielt. Für Chloe: The Story of a Sex Addict erhielt er zum zweiten Mal in Folge den Preis als bester Darsteller. Im gleichen Jahr spielte Bonn mit Tristan Taormino als Partnerin im Film Ecstatic Moments mit. Richard Pacheco schrieb in einer Kritik des Films, er habe 25 Jahre darauf gewartet, diese Kritik schreiben zu können. Er bezeichnete den Film als einen Durchbruch in der Geschichte der Adult Industry, da es sich um ein leidenschaftliches, intelligentes Hardcore-Werk handele, das eine Alternative zur Misogynie darstelle, welche die Sexfilmindustrie seit der Zeit der „unbeschrifteten braunen Verpackungen“ dominiere. Vom Talent James Bonns zeigte er sich dabei überrascht („I was genuinely surprised at what a talented actor James Bonn is.“)
In den Jahren 2001 und 2002 wurde James Bonn für The Bet und für Mafioso als bester Nebendarsteller für den AVN Award nominiert, erhielt aber keine Auszeichnung. Nach 2002 ist er als Pornodarsteller nur noch 2007 in Wishful Thinking von Regisseur Ran Savant in Erscheinung getreten.

## Filmografie (Auswahl)
- 1995: Married People, Single Sex II: For Better or Worse
- 1995: Spare The Rod: Longing For Punishment
- 1997: Masseuse 3
- 1998: Models
- 1999: Chloe: The Story of a Sex Addict
- 1999: Die sieben Sex-Sünden
- 1999: Ecstatic Moments
- 1999: The Bet
- 1999: Pink
- 1999: Zärtliche Biester (Zärtliche Biester)
- 2000: Ally McFeal
- 2001: Mafioso
- 2007: Wishful Thinking

## Auszeichnungen
- 1998 XRCO Award – „Best Actor“ in Masseuse 3
- 1999 AVN Award – „Best Actor“ in Models
- 2000 AVN Award – „Best Actor, Film“ in Chloe: The Story of a Sex Addict[4]
- 2000 AVN Award – „Best Couples Sex Scene (Film)“ in Zärtliche Biester (englisch Search for the Snow Leopard) (mit Asia Carrera)